# Ball (альбом)
Ball — третий студийный альбом американской рок-группы Iron Butterfly, выпущенный в 1969 году на лейбле Atco Records. После успеха альбома «In-A-Gadda-Da-Vida», Iron Butterfly отошли от эйсид-рокового звучания и стали экспериментировать с мелодичными композициями. Однако несмотря на всё это, тяжёлые гитарные риффы всё же присутствуют в треках «In the Time of Our Lives» и «It Must Be Love». Альбом достиг 3 места в чартах, тем самым став гораздо успешнее, чем In-A-Gadda-Da-Vida. В марте 1969 года Ball получил статус золотого. Отдельными синглами с него были выпущены: «Soul Experience», которая смогла достичь 75 места чартах Billboard и «In the Time of Our Lives», достигшая только лишь 96 места. Это был второй и последний альбом, записанный наиболее известным составом группы — Ингл, Буши, Дорман и Бранн.
В 1999 году, лейбл Collector's Choice Music переиздал Ball с двумя бонус-треками — «I Can’t Help But Deceive You Little Girl» и «To Be Alone», которые ранее были выпущены в виде неальбомных синглов. Песня «I Can’t Help But Deceive You Little Girl» в 1993 году была перевыпущена на сборнике Light And Heavy.

## Оценки
| Оценки критиков | Оценки критиков |
| Источник        | Оценка          |
| --------------- | --------------- |
| Allmusic        | [ 2 ]           |

Рецензент Allmusic Стивен Томас Эрлевайн присвоил альбому Ball рейтинг в три из пяти звёзд. Он оценил качество материала диска «дико несогласованным» (англ. wildly inconsistent), как и любой другой альбом Iron Butterfly, но назвал его «более амбициозным альбомом», нежели In-A-Gadda-Da-Vida. В заключении он назвал релиз «более согласованным», чем два предыдущих альбома группы.

## Список композиций

### Оригинальный трек-лист
1. «In the Time of Our Lives» (Дуг Ингл/Рон Буши) — 4:46
2. «Soul Experience» (Ингл/Буши/Эрик Бранн/Ли Дорман) — 2:50
3. «Lonely Boy» (Ингл) — 5:05
4. «Real Fright» (Ингл/Буши/Бранн) — 2:40
5. «In the Crowds» (Ингл/Дорман) — 2:12
6. «It Must Be Love» (Ингл) — 4:23
7. «Her Favorite Style» (Ингл) — 3:11
8. «Filled with Fear» (Ингл) — 3:23
9. «Belda-Beast» (Бранн) — 5:46

### Бонус-треки на CD-издании 1999 года
1. «I Can’t Help But Deceive You Little Girl» (Ингл) — 3:34
2. «To Be Alone» (Ингл, Роберт Вудс Эдмондсон) — 3:05

## Синглы
Амариканские синглы
- «In the Time of Our Lives» b/w «It Must Be Love» (#96 on the Billboard Hot 100)
- «Soul Experience» b/w «In the Crowds» (#75 on the Billboard Hot 100)

Синглы, выпущенные только в Великобритании
- «Belda-Beast» (длится 4:59) b/w «Lonely Boy»

Неальбомные синглы
- «I Can’t Help But Deceive You Little Girl» b/w «To Be Alone»

## Участники записи
- Дуг Ингл — орган, вокал (все треки, кроме «Belda-Beast»)
- Эрик Бранн — гитара, бэк-вокал, вокал на «Belda-Beast»
- Ли Дорман — бас-гитара, бэк-вокал
- Рон Буши — ударные, перкуссия